# Тризубий бичок темний

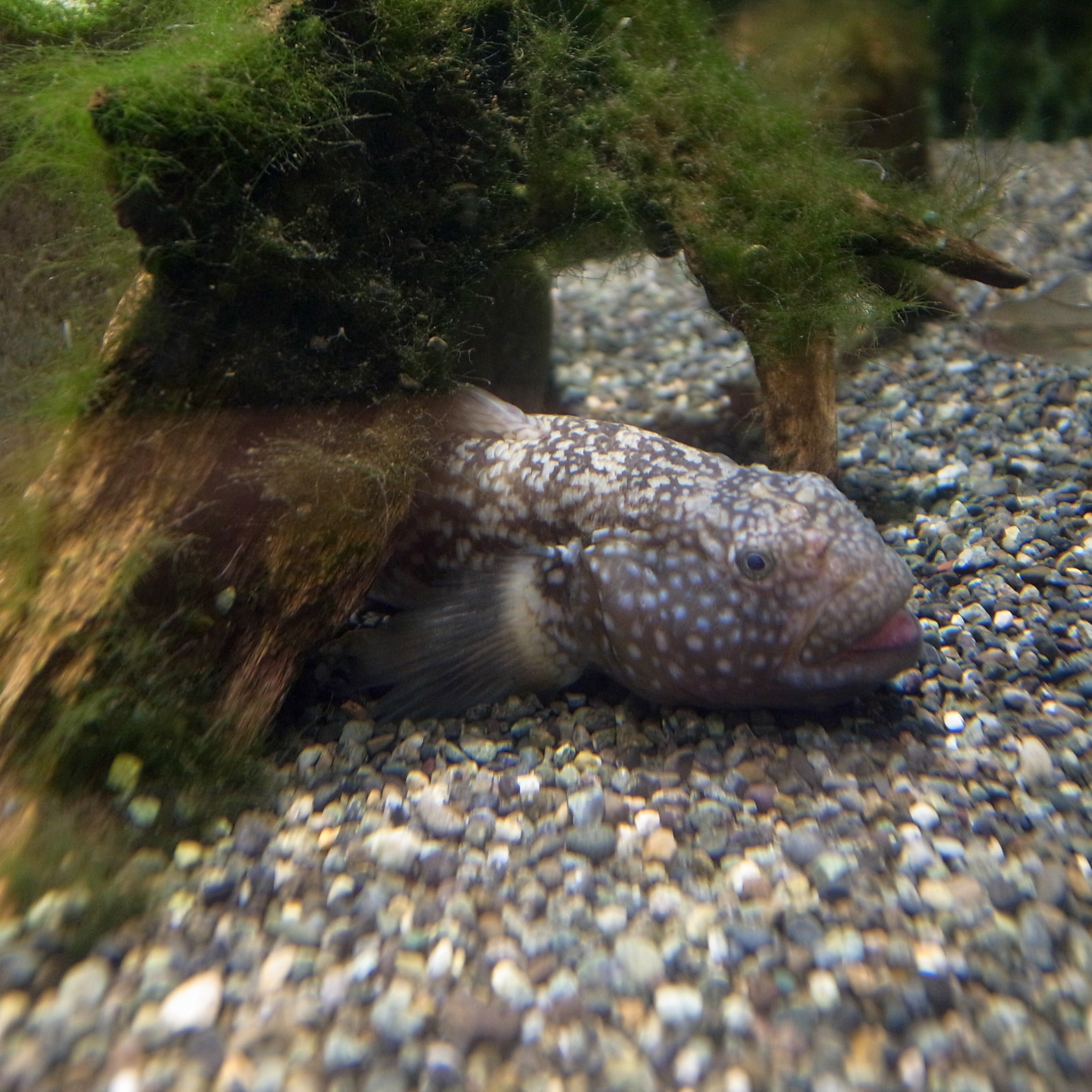
Голова бичка

Тризубий бичок темний (Tridentiger obscurus) — вид риб родини Оксудеркових (Oxudercidae), що поширений біля узбережжя Кореї, Японії, островів Сахалін і Ітуруп. Придонний, солонуватоводний/прісноводний амфідромний вид, сягає максимальної довжини 14,0 см.